# Guttorm Sigurdsson
Guttorm Sigurdsson (ur. 1199, zm. 1204) – król Norwegii od 2 stycznia do 11 sierpnia 1204.
Ojcem Guttorma był Sigurd Sverresson Lavard, syn króla Norwegii Sverre (Sigurdssona). Sagi nie przekazały imienia matki Guttorma.
Ojciec Guttorma urodził się między 1170 a 1175 rokiem na Wyspach Owczych, gdzie wtenczas mieszkał przyszły król Sverre i początkowo nosił imię Unas. Gdy Sverre ogłosił się synem zmarłego w 1155 króla Sigurda II Gęby i wysunął pretensje do tronu Norwegii, zmienił imię swego najstarszego syna Unasa na Sigurda. W 1177 Sverre wraz z synem przybył do Norwegii, gdzie po kilku latach walk pokonał dotychczasowego władcę Magnusa V i odtąd niepodzielnie panował w kraju. Sigurd Sverresson (noszący przydomek Lavard) zmarł w 1200, pozostawiając rocznego syna Guttorma.
Po śmierci króla Sverre (zm. 1202) władcą Norwegii został jego syn Haakon III. Jednak już 1 stycznia 1204 Haakon III zmarł, prawdopodobnie otruty na polecenie swej macochy Małgorzaty szwedzkiej. Dzień po śmierci Haakona III możni i biskupi królem obwołali małoletniego Guttorma, jedynego (jak się wówczas wydawało) męskiego potomka króla Sverre. Zmianę na tronie wykorzystali zwolennicy partii Baglar, uważający, że każdy potomek królewskiego rodu miał prawo do części władztwa. Na ich czele stanął Erling Magnusson Steinvegg, podający się za syna Magnusa V, wspomagany przez flotę i wojska duńskiego króla Waldemara II. Rządzący do tej pory stronnicy obozu Birkebeiner, które dążyło do zjednoczenia kraju pod władzą jednego władcy (do nich zaliczali się królowie Sverre i Haakon III), zebrali się pod przywództwem przyrodnich braci Haakona Galina i Inge Baardssona, będących po kądzieli wnukami Sigurda II.
Guttormowi nie dane było dorosnąć i wziąć samodzielnego udziału w rozgrywkach o władzę. Podczas podróży morskiej do Nidaros, gdzie miał zostać przeprowadzony thing,  Guttorm zachorował, a następnie zmarł 11 sierpnia 1204. O spowodowanie śmierci małoletniego króla powszechnie podejrzewano Haakona Galina, regenta królewskiego. Po śmierci Guttorma na tron królewski powołany został Inge Baardsson.